# جيسي كوكس
جيسي كوكس (بالإنجليزية: Jesse Cox)‏ هو منتج راديو ‏ أسترالي، ولد في 1986، وتوفي في ديسمبر 2017.